# Córdoba (Táchira)
Córdoba é um município da Venezuela localizado no estado de Táchira.
A capital do município é a cidade de Santa Ana del Táchira.